# Mikei meteorit
Koordináták: é. sz. 46° 14′, k. h. 17° 32′46.233333°N 17.533333°E
A Mike egy 1944-ben Magyarországon hullott meteorit nemzetközi neve.

## Főbb jellemző adatai
A Mike meteorit 1944. május 3-án hullott le a Somogy vármegyei Mike községben.

## A meteorit típusa
Az ásványain végzett kémiai összetétel (Mg/Fe arány) alapján a mikei kondritos meteorit az L6 típusba sorolható be. Típusát tekintve tehát rokona a Mócs, Ófehértó és Kisvarsány kondritos meteoritoknak.

## Külső hivatkozások
- A Mike ásványos összetételének adatai
- A magyarországi meteoritok listája
- A londoni kiadású Meteorit Katalógusról
- Catalogue of meteorites - MIKE
- A mikei meteoritról a Természettudományi Múzeum adatbázisában